# Ендінген (Ааргау)
Ендінген (нім. Endingen AG) — громада  в Швейцарії в кантоні Ааргау, округ Цурцах.

## Географія
Громада розташована на відстані близько 95 км на північний схід від Берна, 25 км на північний схід від Аарау.
Ендінген має площу 11,9 км², з яких на 8,9% дозволяється будівництво (житлове та будівництво доріг), 47,4% використовуються в сільськогосподарських цілях, 43,4% зайнято лісами, 0,3% не є продуктивними (річки, льодовики або гори).

## Демографія
2019 року в громаді мешкало 2565 осіб (+7,9% порівняно з 2010 роком), іноземців було 18,3%. Густота населення становила 215 осіб/км².
За віковим діапазоном населення розподілялося таким чином: 24,4% — особи молодші 20 років, 57% — особи у віці 20—64 років, 18,5% — особи у віці 65 років та старші. Було 1014 помешкань (у середньому 2,5 особи в помешканні).
Із загальної кількості 783 працюючих 135 було зайнятих в первинному секторі, 200 — в обробній промисловості, 448 — в галузі послуг.